# علی‌آباد (زنجانرود بالا)
علی‌آباد یک منطقهٔ مسکونی در ایران است که در دهستان زنجان‌رود بالا واقع شده‌است.